# Застава Бохемије
Застава Чешке (Бохемије) је историјска застава и данас формира део дизајна модерне заставе Чешке Републике, пре тога и Чехословачке. Застава је двобојна где боје леже хоризонтално, црвена доле и бела горе. Ове две боје су биле боје бивших владара Чешке (Бохемије). Тренутно нема правни статус и не користи се у Чешкој. Коришћена је привремено (1990-1992) као одговор на словачке сепаратистичке симболе.